# Tanoh Mirah (Sungai Mas)
Tanoh Mirah is een bestuurslaag in het regentschap Aceh Barat van de provincie Atjeh, Indonesië. Tanoh Mirah telt 251 inwoners (volkstelling 2010).